# Школьник, Леонид Борисович

Леонид Школьник

Леони́д Бори́сович Шко́льник (29 сентября 1945, Кемерово, РСФСР, СССР — 21 июня 2019, Иерусалим, Израиль) — еврейский советский поэт, журналист и переводчик. В 1984—1989 годах — редактор единственной в СССР газеты на идише «Биробиджанер Штерн» (Биробиджанская звезда). Писал по-русски и на идишe.

## Биография
Трудовую биографию начал рабочим на обувной фабрике. В 1970 году вступил в КПСС.
Работал в газете «Биробиджанер штерн» с 1974 по 1989 год, прошёл путь от корреспондента отдела культуры, заведующего отделом культуры до ответственного секретаря, заместителя главного редактора.
С 1984 года — главный редактор этой газеты. Возглавлял в Биробиджане областное отделение Союза журналистов СССР и первое в истории Еврейской автономной области Общество дружбы и культурных связей с Израилем.
В 1989—1991 годах был народным депутатом СССР, членом Межрегиональной депутатской группы (МДГ), в которую входили депутаты А. Д. Сахаров, Б. Ельцин, А. Собчак, Г. Старовойтова, Ю. Афанасьев, Т. Гдлян и др., и членом Совета Национальностей Верховного Совета СССР 12 созыва от Еврейской автономной области.
С 1991 по декабрь 1999 годы жил в Иерусалиме, работал в Тель-Авиве редактором ежедневной газеты «Новости недели» и её литературного приложения «Еврейский камертон».
В 1999 году ассоциацией Forward был приглашён на работу в США, где до ноября 2004 года работал главным редактором нью-йоркской газеты «Форвертс» на русском языке. После продажи газеты новому владельцу создал в США в марте 2005 года Интернет-газету «Мы здесь», затем вернулся в Иерусалим и был владельцем и главным редактором независимого сетевого издания Мы здесь (США—Израиль).
Переводил еврейскую поэзию на русский язык: Бузи Миллера, Дору Хайкину, Любу Вассерман, Зиси Вейцмана, Эммануила Казакевича, Ицика Бронфмана, Хаима Бейдера, Мойше Шкляра и других.